# تيلي كير

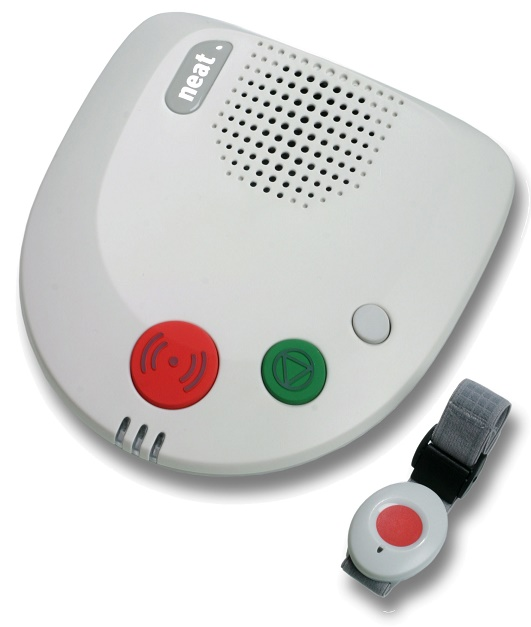
جهاز تيلي كير

تيلي كير [Telecare]: هو مصطلح لتقديم الرعاية عن بعد لكبار السن والأشخاص الأقل قدرة جسدياً، وتوفير الرعاية والطمأنينة اللازمين للسماح لهم بالبقاء في منازلهم. قد يكون استخدام المستشعرات جزءاً من حزمة يمكن أن توفر الدعم للأشخاص المصابين بأمراض مثل الخرف أو الأشخاص المعرضين لخطر السقوط.
تعمل معظم خدمات الرعاية عن بُعد على تخفيف الضرر من خلال الاستجابة للأحداث غير المرغوبة والاستجابة للمساعدة بسرعة. بعض الخدمات عن بعد، مثل تأكيد السلامة ومراقبة نمط الحياة، لها وظيفة وقائية حيث يمكن رصد تدهور في حالة مستخدم الرعاية عن بعد في مرحلة مبكرة.
تختلف الرعاية عن بُعد بشكل خاص عن التطبيب عن بُعد والرعاية الصحية عن بُعد. يشير Telecare إلى فكرة تمكين الأشخاص من البقاء مستقلين في منازلهم من خلال توفير تقنيات تتمحور حول الشخص لدعم الفرد أو مقدمي الرعاية لهم.
خدمة الهاتف المحمول هي خدمة ناشئة حيث تُستَخدم أحدث الأجهزة المحمولة المزودة بشرائح SIM للتجوال وذلك للسماح للعميل بالخروج من منزله ولكن لا يزال لديه خدمة اتصال عن بعد متاحة على مدار الساعة طوال أيام الأسبوع لدعمه. الأجهزة النموذجية التي تقوم بذلك هي أشياء مثل جهاز تعقب نظام التموضع العالمي المحمول Pebbell.
لايوجد إستقرار حتى الآن في معنى مصطلح «خدمات الاتصالات» واستخدامه بشكل ثابت. في المملكة المتحدة يرتكز على إطار الرعاية الاجتماعية ويركز على المعنى الموصوف أعلاه. في البلدان الأخرى، قد يتم تطبيق «الرعاية من بُعد» على ممارسة الرعاية الصحية عن بُعد.

## استخدامات تيلي كير
في أبسط أشكاله، يمكن أن يشير إلى هاتف ثابت أو محمول متصل بمركز مراقبة يمكن للمستخدم من خلاله إطلاق إنذار. تستخدم الأنظمة الأكثر تقدماً من الناحية التكنولوجية أجهزة الاستشعار، حيث يمكن مراقبة مجموعة من المخاطر المحتملة. قد يشمل ذلك السقوط، وكذلك التغيرات البيئية في المنزل مثل الفيضانات والحرائق وتسرب الغاز. ويتم أحياناً تنبيه مقدمي الرعاية للأشخاص المصابين بالخرف إذا غادر الشخص المنزل أو منطقة أخرى محددة. عندما يتم تنشيط جهاز إستشعار، فإنه يرسل إشارة لاسلكية إلى وحدة مركزية في منزل المستخدم، والتي تقوم بعد ذلك تلقائياً بالاتصال بمركز مراقبة يعمل على مدار 24 ساعة حيث يمكن للمشغلين المدربين إتخاذ الإجراء المناسب، سواء كان الاتصال بصاحب مفتاح محلي أو طبيب أو الطوارئ خدمات.
تحتوي خدمة Telecare أيضاً على خدمة عن بُعد مستقلة لا ترسل إشارات إلى مركز استجابة ولكنها تدعم مقدمي الرعاية من خلال توفير تنبيهات محلية (داخلية) في منزل الشخص لإعلام مقدم الرعاية عندما يحتاج الشخص إلى الاهتمام.
من المهم ملاحظة أن «الرعاية عن بُعد» ليست مجرد نظام تحذير إذا ابتعد شخص ما عن المنزل، بل هي أيضًا إجراء وقائي يٌعيد الأشخاص ويٌبقيهم في المجتمع من خلال الاتصال المنتظم. هناك الآن مجموعة كبيرة من خدمات الرعاية عن بعد المتاحة مع بعض من أشهرها الإنذار المعلق ونظام الهاتف المحمول وموزع الأقراص وخدمة الهاتف الفوري ومراقبة الحركة وكاشف السقوط وألخ. وقُدِمَت خدمات رعاية عن بعد متعددة اللغات ممَ يفتح الخدمة أمام جمهور أوسع. تلعب جميعها دوراً في الحفاظ على استقلال الناس والسماح للناس بالبقاء في منازلهم.

## مستقبل Telecare
تؤدي التطورات التكنولوجية إلى إمكانية تعزيز الاستقلالية وتوفير الرعاية من قطاع المبادرات الاجتماعية، الذي يفكر الآن في الرعاية الإلكترونية وأنظمة الملاحة / تحديد المواقع، مثل نظام تحديد المواقع العالمي (GPS) للأشخاص المصابين بالخرف أو الإعاقات الإدراكية الأخرى.

## Telecare في المملكة المتحدة
أُطلِقَ برنامج معيد النظام الكامل في وزارة الصحة البريطانية (WSD)  في مايو 2008. وهي أكبر تجربة تحكم عشوائية للرعاية الصحية عن بعد والرعاية عن بعد في العالم، حيث تضم 6191 مريضاً و 238 من ممارسات GP عبر ثلاثة مواقع، نيوهام وكينت وكورنوال. وقُيِمت التجارب مِن قِبَل: جامعة سيتي لندن، وجامعة أكسفورد، وجامعة مانشستر، ونوفيلد ترست، وإمبريال كوليدج لندن وكلية لندن للاقتصاد.